# ボウィアヌムの戦い
ボウィアヌムの戦いは紀元前305年に発生した共和政ローマとサムニウムの戦いである。

## 戦闘
二人のコンスル（執政官）、ティベリウス・ミヌキウス・アウグリヌスとルキウス・ポストミウス・メゲッルスが率いるローマ軍はサムニウム軍に決定的な勝利を収め、第二次サムニウム戦争は終了した。

## その後
ボウィアヌムの戦いでの敗北により、サムニウムは継戦意思を失い、ローマが提示した講和を受け入れるしかなくなった。戦いに勝利したとみなされたローマは、紀元前314年から続いていた劣勢を挽回し、比較的寛大な条件での講和を要求することとなる。紀元前304年までに、ローマはサムニウム領土のかなりの部分を編入し、いくつかの殖民都市を建設した。当初敗北したとしても、戦略的反撃により領土を拡張するというパターンは、その後のローマの歴史において一般的なものとなっていく。

## 参考資料
- ティトゥス・リウィウス、『ローマ建国史』 9, 44, 5-16
- ディオドロス、『歴史叢書』20, 90, 3-4